# Gens Ceparia
La gens Ceparia (en latín: Caeparia) fue una familia romana de finales de la República. Es principalmente conocida por dos de sus miembros: Marco Cepario de Tarracina, uno de los conspiradores de Catilina, que se suponía que induciría a la gente de la Apulia rural a rebelarse, en el 63 a. C. y otro Marco Cepario, mencionado por Cicerón en el 46 a. C.

## Origen
El Nomen Caeparius en latín significa «comerciante de cebollas».